# 西川渉
西川 渉（にしかわ わたる、1936年6月8日 - 2020年2月16日）は、日本のドクターヘリ事業の普及発展に寄与した航空ジャーナリスト。東京都出身。

## 生涯
宮崎県に生まれ、中学2年生の時に東京都に移住した。1960年に東京大学理学部を総代で卒業した。
1960年に西武百貨店に入社、その後、同じグループであった朝日ヘリコプター（現在の朝日航洋）に転籍、1980年に代表取締役専務、1989年に地域航空総合研究所代表取締役所長に就任した。朝日航洋では、ベル 47、KH-4、シコルスキー S-58C、S-62A、アルウェットII、AS350B、AS355、Bo105、BK117、ベル 206B、206L、204B、212、412、214B、214ST、MD900、ピューマ、スーパーピューマ、ミル Mi-8、カモフ Ka-26など、数多くの機体に携わった。
日本航空新聞社編集顧問に就任し、同社主催の国際ヘリコプター協会（HAI）米国ツアーに通算30回参加するなど、日本のヘリコプター業界への情報提供に貢献した。
1989年にAHS（米国ヘリコプタ学会）の日本支部であるJHS（日本ヘリコプタ協会）の創立に主要メンバーとして関わった。1998年度から1999年度まで同協会の第5代会長を務め、その後、常任理事および顧問を歴任した。
1998年度にヘリコプターによる救急システムの推進に関する検討委員会委員（総務省消防庁）、1999年度にドクターヘリ調査検討委員会委員（内閣官房）に就任した。また、救急ヘリ病院ネットワーク（認定NPO法人、略称HEM-Net）理事、日本航空医療学会理事、（財）日本航空協会評議員、（財）日本救急医療財団広域搬送委員会委員、全日本航空事業連合会ドクターヘリ分科会顧問、日本ヘリコプター事業促進協議会理事などにも就任した。
1996年11月3日、ウェブサイト「航空の現代」を開設、2019年1月31日までの22年間にわたり、2,300篇を超える「日本と世界の航空界を展望する報告と論考」や「多少の社会時評」を掲載し続けた。また、「ドクター・ヘリ―“飛ぶ救命救急室”」などの書籍を執筆するとともに、「航空情報」などの雑誌に寄稿した。
2020年2月16日、がんのため死去。享年83。

## 著書
- 『なぜヘリコプターを使わないのか―危機管理システムの核心』中央書院 、1996年2月 ISBN 978-4887320192
- 『マルチメディア航空機図鑑』（宮田豊昭との共著）アスキー <CD-ROM & book―マルチメディア図鑑シリーズ>、1996年12月25日 ISBN 978-4756114334
- 『ドクター・ヘリ―“飛ぶ救命救急室”』時事通信出版局、2009年2月1日 ISBN 978-4-86320-021-0

## 受賞
- 国際ヘリコプター協会1997年地域貢献賞受賞（Helicopter Association International，本部ワシントンDC）[5]